# Eudoksja (imię)
Eudoksja (gr. Ευδοξία) – imię żeńskie pochodzenia greckiego, żeński odpowiednik męskiego imienia Eudoksjusz. Oznacza „dobra sława”, od gr. εὐ (ew, „dobrze”) i δόξα (doksa, „sława, chwała”). 
Eudoksja imieniny obchodzi 31 stycznia, jako wspomnienie św. Eudoksji z Canope.
Imienniczki
- Aelia Eudoksja – żona cesarza Arkadiusza,
- Licynia Eudoksja – córka poprzedniej, żona cesarza Walentyniana III,
- Eudoksja Makrembolitissa – cesarzowa Bizancjum z dynastii Dukas,
- Eudoksja Łopuchina – pierwsza żona cara Rosji, Piotra I Wielkiego.